# Massacro della Miniera di Columbine
Il massacro della miniera di Columbine è un tragico evento che accadde il 21 novembre 1927 nella città di Serene, Colorado, quando alcuni minatori della miniera Columbine in sciopero vennero attaccati a colpi di mitragliatrice. Lo sciopero era stato proclamato dal sindacato IWW (Industrial Workers of the World, cioè Lavoratori industriali del mondo).

## Il contesto
La città aziendale di Serene era la sede della miniera Columbine, scavata sul fianco di una delle colline del Colorado. Lo sciopero durava da cinque giorni, e gli scioperanti organizzavano ogni mattina picchetti e cortei interni perché la Columbine era una delle poche miniere di carbone dello Stato che non avesse fermato la produzione. Il 21 novembre 1927 circa cinquecento minatori, alcuni con moglie e figli, arrivarono alla porta nord appena prima dell'alba, portando con loro tre bandiere americane. Nei giorni precedenti, per disposizione di Josephine Roche, figlia dell'appena scomparso proprietario della compagnia Rocky Mountain Fuel agli operai dei picchetti erano stati serviti caffè e biscotti. Ma quel mattino gli scioperanti trovarono ad aspettarli l'appena ricostituita polizia di stato del Colorado, i cui membri erano anche chiamati rangers, che sbarrò loro il passo. I minatori rimasero sorpresi nel vedere uomini in borghese armati di pistole automatiche, fucili antisommossa e gas lacrimogeni. Guardie della compagnia armate di fucili, posizionate in cima alla miniera coprivano i rangers il cui capo, Louis Scherf, chiese gridando agli scioperanti chi fossero i loro capi. "Siamo tutti capi!", risposero.
Scherf disse loro che non gli sarebbe stato concesso di entrare in città, e per un po' gli operai esitarono, indecisi sul da farsi, Ci fu una discussione, e molti sostennero che fosse loro diritto andare avanti. Dopo tutto, Serene aveva un ufficio postale pubblico, e alcuni dei loro bambini frequentavano le scuole, lì. Fu riferito che uno dei poliziotti provocò gli operai, dicendo loro di venire pure avanti, se volevano, tanto li avrebbero ributtati fuori. Il capo dello sciopero Adam Bell si fece avanti, e chiese che il portone venisse aperto. Appena vi poggiò la mano, venne colpito da uno dei rangers con una mazza. Un sedicenne gli stava di fianco, portando una delle bandiere, che gli fu strappata di mano. Nel parapiglia che seguì, l'asta della bandiera fu rotta contro la palizzata. I minatori si lanciarono allora contro il portone, e i rangers lanciarono le granate lacrimogene. Una colpì alla schiena la signora Kubic, che stava scappando. Altri rilanciarono i lacrimogeni contro la polizia. Spinti dall'esempio di Adam Bell, i primi minatori cominciarono ad arrampicarsi sul portone della palizzata, per scavalcarlo.
Bell fu tirato giù da tre poliziotti, che lo colpirono violentemente alla testa con delle mazze. La signora Elizabeth Beranek, madre di 16 figli e portatrice di una delle bandiere cercò di proteggerlo scagliando la bandiera contro i poliziotti, che reagirono picchiandola duramente, e prendendosi la bandiera. La polizia ammise di aver usato mazze nei tafferugli. Come disse Scherf, "li stendevamo appena scavalcavano la cancellata". I minatori dichiararono che le mazze erano pezzi di tubi del gas. Un minatore ruppe il naso ad un ranger, e un altro ne ferì uno alla mano con un coltello a serramanico, mentre altri ancora bersagliavano di pietre i poliziotti fino a colpirne uno, che cominciò a sanguinare da un taglio sotto l'occhio. Alla fine la polizia arretrò.

## Il massacro
Imbaldanziti, gli scioperanti forzarono il portone in legno. Jerry Davis afferrò una delle bandiere mentre i minatori sciamavano attraverso il varco. Altri scalarono la palizzata ad Est del portone. Louis Scherf sparò due colpi della sua 45 sopra le teste dei minatori. I suoi uomini fecero fuoco direttamente sulla folla. Nella fioca luce dell'alba gli scioperanti si sparpagliarono sotto una pioggia di piombo. Dodici rimasero sul terreno, alcuni morti, altri in agonia. Almeno due, forse tre mitragliatrici erano a disposizione nella miniera e i minatori successivamente dichiararono di essere stati decimati dal fuoco incrociato proveniente dal capanno, una struttura che serviva a caricare il carbone nei carrelli, e da un camion parcheggiato sotto la cisterna dell'acqua.
John Eastenes, trentaquattrenne di Lafayette sposato con sei figli, morì all'istante. Nick Spanudakhis, anche lui trentaquattrenne e di Lafayette, gli sopravvisse qualche minuto. Frank Kovich di Erie, Rene Jacques, ventiseienne di Louisville, e il ventunenne Jerry Davis morirono qualche ora dopo all'ospedale. La bandiera di Davis, ricamata con 17 buchi di pallottole, era sporca di sangue. Il trentacinquenne Mike Vidovich di Erie morì dopo una settimana per le ferite riportate.

## Strascichi
Successivamente, la polizia testimoniò di non aver usato mitragliatrici nello scontro. Alcuni testimoni identificarono una guardia della miniera che si era inerpicata sul capanno e avrebbe potuto azionare la mitragliatrice installatavi sopra, fornendo una possibile spiegazione della discrepanza tra le testimonianze. Comunque, venne affermato che quella vicina alla cisterna fosse azionata da uno degli uomini di Scherf..
Continuarono ad esserci scontri violenti durante lo sciopero, che comportarono anche la morte di due scioperanti a Walsenburg.
Una giovane donna ricevette attenzione dai media nazionali. Indossava un vestito rosso fiamma e guidava i cortei degli scioperanti nelle miniere del sud, dopo che sua sorella Santa Benash era già stata arrestata per lo stesso motivo. Si trattava delle diciannovenne Amelia Milka Sablich, che divenne nota come Flaming Milka (la fiammeggiante Milka).
Dopo la bancarotta della Colorado Fuel and Iron (CF&I), nuovo nome della compagnia del Colorado di John D. Rockefeller, Jr. è emerso che la compagnia aveva sistematicamente spiato, danneggiato e diffamato il sindacato durante lo sciopero del 1927.